# NGC 3435
NGC 3435 ist eine Spiralgalaxie vom Hubble-Typ Sb im Sternbild Großer Bär am Nordsternhimmel. Sie ist schätzungsweise 234 Millionen Lichtjahre von der Milchstraße entfernt und hat einen Durchmesser von etwa 125.000 Lichtjahren.

Im selben Himmelsareal befindet sich u. a. die Galaxie NGC 3407.
Die Typ-Ia-Supernova SN 1999bh wurde hier beobachtet.
Das Objekt wurde am 9. April 1793 von Wilhelm Herschel entdeckt.